# R Hydrae
R Hydrae è una stella variabile del tipo Mira, di classe spettrale M7IIIe, appartenente al ramo asintotico delle giganti,
situata nella costellazione dell'Idra. La R Hydrae è a circa 538 anni luce di distanza dal Sole.
R Hydrae è un membro dell'ammasso aperto delle Iadi sebbene apparentemente ne sia distante.
R Hydrae è immersa in una estesa e complessa nube circumstellare di polveri composte principalmente di silicio. Si individua con facilità a sud di Spica (α Virginis), a meno di un grado ad est di γ Hydrae, l'unica stella di terza magnitudine presente a sud di Spica, prima di arrivare al Centauro. In fase di massima luminosità fa coppia con la stella γ Hydrae, mentre in fase di minima è inosservabile sia ad occhio nudo che con un binocolo.

## Scoperta
R Hydrae è stata la terza stella variabile ad essere scoperta: è stata osservata per la prima volta da Johannes Hevelius nel 1662, fu poi scoperta indipendentemente da Geminiano Montanari nel 1669, ma ambedue non si accorsero che la stella variava di splendore, 
la scoperta della sua variabilità è stata fatta da Giacomo Filippo Maraldi nel 1704.

## Caratteristiche peculiari
Il periodo medio della stella è cambiato dai 495 giorni pre 1770 agli attuali 385 giorni, nello stesso periodo l'intervallo di magnitudine apparente 
è passato da 4,5-9,5 all'attuale 3,0-11,0:
quando è alla massima luminosità la stella è ben visibile ad occhio nudo.

## Coordinate per l'epoca J2000
- Ascensione Retta: 13h 29m 42,78s
- Declinazione: −23° 16' 52,79"